# Nothridae
Nothridae zijn  een familie van mijten. Bij de familie zijn 3 geslachten met circa 95 soorten ingedeeld.